# Suore di carità della Santa Croce
Le suore di carità della Santa Croce, dette di Ingenbohl (in latino Congregatio Sororum Caritatis Sanctae Crucis), sono un istituto religioso femminile di diritto pontificio: i membri di questa congregazione pospongono al loro nome la sigla S.C.S.C.

## Storia

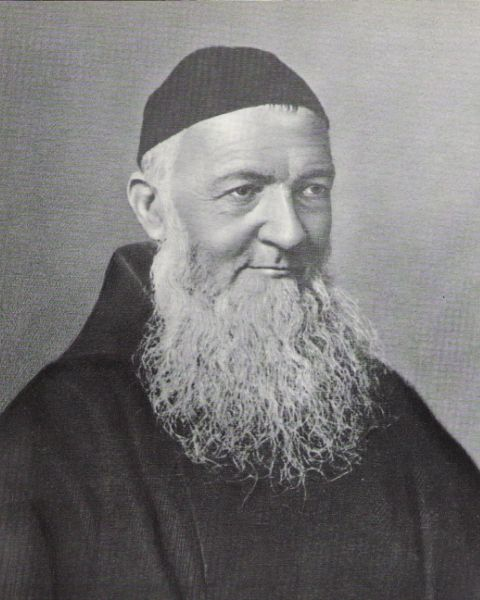
Teodosio Florentini, fondatore della congregazione

La congregazione venne fondata dal frate cappuccino svizzero Teodosio Florentini (1808-1865) e da Maria Theresia Scherer (1825-1888): nel 1844 il frate aveva dato vita ad Altdorf alle suore della Santa Croce, per l'istruzione primaria dei ragazzi delle zone rurali e montane della Svizzera occidentale, e l'anno successivo all'istituto aveva aderito la Scherer.
Con l'appoggio di papa Pio IX, nel 1850 fra' Florentini aprì a Coira l'ospedale della Santa Croce e nel 1852 ne affidò la gestione a un gruppo di religiose (diretto da madre Maria Theresia Scherer) per le quali venne aperto un noviziato a Ingenbohl (1855). Nel 1856 Kaspar de Carl, vescovo di Coira, dichiarò la comunità di Ingenbohl autonoma dalla congregazione delle Suore della Santa Croce e le religiose assunsero il nome di Suore di Carità della Santa Croce.
L'istituto, aggregato all'Ordine dei frati minori cappuccini dal 1905, ricevette il pontificio decreto di lode il 4 dicembre 1878 e l'approvazione definitiva della Santa Sede il 18 settembre 1894; le sue costituzioni vennero approvate definitivamente il 29 gennaio 1897.
Maria Theresia Scherer è stata beatificata da papa Giovanni Paolo II nel 1985.

## Attività e diffusione
Le suore osservano la regola del Terzo ordine regolare di San Francesco: si dedicano soprattutto ad attività educative e all'assistenza agli infermi e agli anziani.
Sono presenti in Europa (Austria, Repubblica Ceca, Croazia, Germania, Italia, Kosovo, Romania, Serbia, Slovacchia, Slovenia, Svizzera, Ungheria), nelle Americhe (Brasile, Stati Uniti d'America), in Asia (India, Taiwan) e in Uganda: la sede generalizia è a Ingenbohl.
Al 31 dicembre 2005, la congregazione contava 4 157 religiose in 450 case.